# 6299 Reizoutoyoko
6299 Reizoutoyoko eller 1988 XQ1 är en asteroid i huvudbältet som upptäcktes den 5 december 1988 av de båda japanska astronomerna Masaru Arai och Hiroshi Mori vid Yorii-observatoriet i Japan. Den är uppkallad efter Reizou och Toyoko Mori, föräldrar till en av upptäckarna.
Asteroiden har en diameter på ungefär 9 kilometer och den tillhör asteroidgruppen Koronis.